# 庫辛齊
48°45′30″N 29°28′30″E / 48.75833°N 29.47500°E
庫辛齊（烏克蘭語：Кущинці），是烏克蘭的村落，位於該國西南部文尼察州，由海辛區負責管轄，始建於1800年，面積1.33平方公里，海拔高度191米，2001年人口580，人口密度每平方公里437.41人。